# Ross (nome)
Ross  è un nome proprio di persona inglese e gaelico scozzese maschile.

## Origine e diffusione
Riprende il cognome anglo-scozzese Ross, dalla duplice origine; da una parte, deriva dal gaelico ros ("promontorio", "altopiano"), costituendo in origine un etnonimo indicante una persona abitante su un promontorio o proveniente da uno dei vari luoghi chiamati "Ross", come il Ross-shire. In secondo luogo, poteva anche costituire un soprannome per una persona dai capelli o dalla carnagione rossa, dal gaelico ruadh ("rosso", da cui anche Ruadh, Radha e Ruaidhrí).

## Onomastico
Il nome è adespota, ovvero non è portato da alcun santo. L'onomastico si può festeggiare il 1º novembre, giorno di Ognissanti.

## Persone

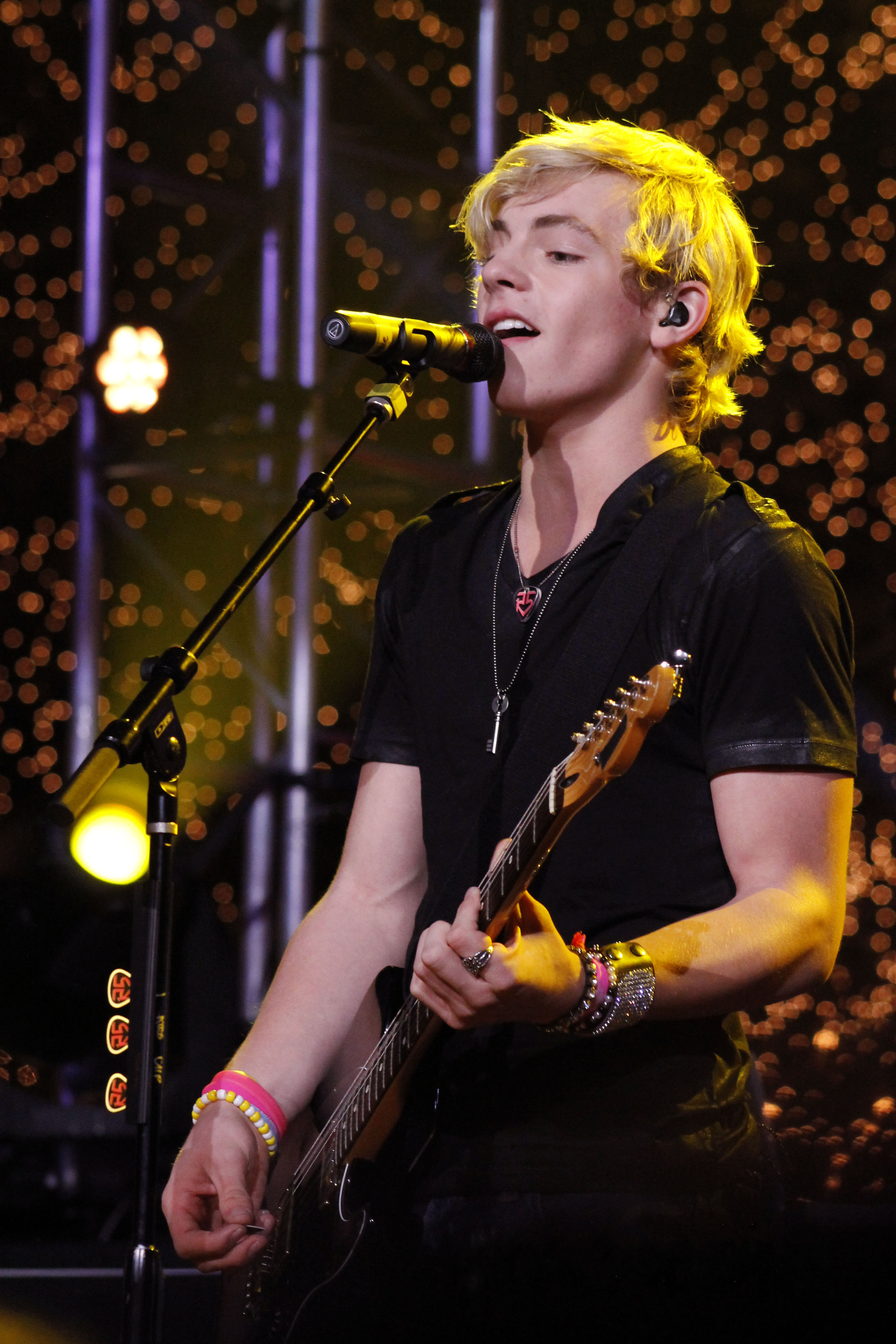
Ross Lynch

- Ross Antony, conduttore televisivo e cantautore britannico
- Ross Barkley, calciatore inglese
- Ross Hassig, storico e antropologo statunitense
- Ross Katz, produttore cinematografico, regista e sceneggiatore statunitense
- Ross Kemp, attore, giornalista e scrittore britannico
- Ross Lynch, attore, cantautore e musicista statunitense
- Ross Nichols, accademico britannico
- Ross Pearson, lottatore britannico
- Ross Perot, imprenditore e politico statunitense
- Ross Turnbull, calciatore inglese
- Ross Ulbricht, criminale e informatico statunitense